# 镇江苏宁广场
鎮江蘇寧廣場是中国江蘇省鎮江市京口区的摩天大楼，建筑高度为338米，地上75层，地下4层。该建筑为镇江市最高摩天楼，建筑总面积近40万平方米的集公寓，办公，酒店，零售，娱乐于一体的新城市综合体。